# Magistrat von Berlin
Der Magistrat von Berlin war seit dem Mittelalter bis 1919 sowie als Magistrat von Groß-Berlin von 1920 bis 1935 und von 1945 bis 1948 das oberste exekutive Organ (Stadtverwaltung, städtische Behörde, Stadtrat und Regierung) Berlins. Das Wort Magistrat leitet sich vom lateinischen magistratus ab, das so viel wie Amt, Träger des Amtes (Beamter) oder Behörde bedeutet. Der Vorsitzende des Magistrats war der Oberbürgermeister.
Ab 1948 gab es dann in Berlin parallel
- einen Magistrat bis 1950 in den westlichen Sektoren (dem späteren Senat mit einem Regierenden Bürgermeister) und
- einen Magistrat bis 1990 im östlichen Sektor Berlins.

## Vorgänger: Der Rat
Die Gemeinden Berlin und Kölln erhielten im 13. Jahrhundert Stadtrechte und hatten bereits seit 1307 als Doppelstadt eine Kooperation in außenpolitischen Fragen und ab 1442 eine gemeinsame Verwaltung. Die Amtsgeschäfte erledigte sowohl in Kölln als auch Berlin ein Stadtrat. Dieser bestand jeweils aus zwei gleichberechtigten Bürgermeistern sowie weiteren Ratsherren. Der Vereinigte Rat bestand 1432 aus drei Bürgermeistern (zwei aus Berlin, einer aus Kölln) sowie fünfzehn Ratsmännern (zehn aus Berlin, fünf aus Kölln). Nach nur zehn Jahren wurde dieser Vereinigte Rat 1442 durch einen Schiedsspruch des Kurfürsten wieder getrennt und jede Stadt besaß einen eigenen Rat. Dieser bestand aus insgesamt zwölf Mitgliedern, davon zwei Bürgermeister. Hinzu kamen Kämmerer und Syndici. Im Barock kam für den Stadtrat der Begriff Magistrat auf. Seit 1649 bestand der Magistrat nur noch aus acht Personen. Seine Rechte wurden außerdem von Kurfürst Friedrich-Wilhelm eingeschränkt. Im 17. Jahrhundert entstanden in der direkten Umgebung von Berlin und Kölln drei weitere Städte: Friedrichswerder, Dorotheenstadt und Friedrichstadt. Jede dieser Städte besaß einen eigenen Magistrat.

## Magistrat der vereinigten Residenzstädte
1709 wurden die Städte Berlin, Kölln, Friedrichswerder, Dorotheenstadt und Friedrichstadt zur Königlichen Haupt- und Residenzstadt Berlin vereinigt und einer gemeinsamen Verwaltung unterstellt. Der neue Magistrat bestand aus neunzehn Mitgliedern (vier Bürgermeister, zwei Syndici, drei Kämmerer und zehn Ratsherren). Am 17. Januar 1709 bestellte König Friedrich I. folgende Personen in den Magistrat. Als vier Bürgermeister: Sebastian Striepe, Joachim Konrmesser, Ludwig Senning und Andreas Müller. Als Ratsherren: Ernst Wenzlow, Ernst von Bergen, Christian Müller, Andreas Barth, Balthasar Cramer, Christian Koppe, Siegmund Michaelis, Theodor Thülmeyer, Salomon Strauch und Ernst Kiesewetter. Die Vereidigung fand am 21. Januar 1709 statt. Da Bürgermeister Müller bereits am 20. Januar verstarb, wurde er durch Johann Litzmann ersetzt. Der Magistrat unterstand ab 1723 der Königlichen Kriegs- und Domänenkammer, wodurch seine Befugnisse weiter eingeschränkt wurden.
Gremium unter dem Stadtpräsidenten
Ab 1726 stand dem Magistrat ein Stadtpräsident vor, der zunehmend die Geschicke der Stadt leitete. Zwar blieben die vier Bürgermeister und auch alle anderen Magistrats-Ämter weiterhin bestehen, jedoch verlor der Magistrat weitere Macht an den vom König eingesetzten Stadtpräsidenten. 1742 wurde außerdem ein königlicher Polizeidirektor eingesetzt, um den Magistrat zu überwachen. 1747 erließ Friedrich II. auch eine neue Regelung für den Berliner Magistrat. Er hatte nun zwanzig Mitglieder (vier Bürgermeister, zwei Syndici, einen Ökonomiedirektor, einen Kämmerer und zwölf Ratsherren). Mit dieser neuen Regelung wurden die Magistratsposten endgültig ausführende Ämter, die keiner Wahl, sondern einer fachlichen Qualifikation bedurften. Mit der Besetzung Berlins durch französische Truppen 1806 endete diese Verwaltung.

## Städteordnungen seit 1808
Nach dem Rückzug Napoleons trat 1808 die neue Städteordnung „Ordnung für sämtliche Städte der Preußischen Monarchie“ im Rahmen der Preußischen Reformen unter Freiherr vom und zum Stein in Kraft. In Berlin wurde ein Magistrat mit einem Oberbürgermeister an der Spitze sowie zehn besoldeten und fünfzehn unbesoldeten Stadträten eingerichtet. Mit dem Regulativ über das Geschäftsverfahren für den Magistrat von Berlin von 1834 wurde die Stellung des Oberbürgermeisters gegenüber den anderen Magistratsmitgliedern deutlich gestärkt.

## Magistrat von Groß-Berlin ab 1920
Nach dem Ersten Weltkrieg wurde Berlins Städteordnung mit dem Groß-Berlin-Gesetz, das am 27. April 1920 beschlossen wurde und am 1. Oktober 1920 in Kraft trat, neu geregelt. In den 20 Bezirken bestanden dem ersten Magistrat von Groß-Berlin unterstellte Bezirksämter mit Bürgermeistern.
Gustav Böß war vom 20. Januar 1921 bis zum 7. November 1929 Oberbürgermeister von Berlin.

## Zeit des Nationalsozialismus 1935–1945
In der Zeit des Nationalsozialismus wurden demokratische Institutionen beseitigt oder gleichgeschaltet. Am 30. Januar 1935 trat die Deutsche Gemeindeordnung in Kraft, die sich an drei Grundlagen orientierte:
1. Zusammenarbeit der Gemeinden mit Partei (NSDAP) und Staat,
2. Durchführung des Führerprinzips und
3. Wegfall von Wahlen und Abstimmungen.[7]

Das Amt des Oberbürgermeisters von Berlin wurde während des Dritten Reichs zwischen 1937 und 1940 von Julius Lippert als Staatskommissar wahrgenommen. Danach übernahm Ludwig Steeg amtierend die Geschäfte des Oberbürgermeisters sowie kommissarisch das Amt des Stadtpräsidenten.

## Nachkriegszeit 1945–1948

Aufteilung Berlins in einen sowjetischen (rot), amerikanischen (hellblau), britischen (violett) und französischen Sektor (dunkelblau)

Nach der Kapitulation der Wehrmacht und damit dem Kriegsende in Europa setzte die Sowjetische Militäradministration bereits am 19. Mai 1945 einen antifaschistischen Magistrat für das gesamte Stadtgebiet von Groß-Berlin ein. Dieser nach dem Oberbürgermeister bezeichnete Magistrat Werner sollte nach den Verwüstungen der Luftangriffe und der Schlacht um Berlin den dringendsten Bedarf der Bevölkerung sicherstellen. Dem ersten Nachkriegsmagistrat gehörten neben dem parteilosen Oberbürgermeister Arthur Werner seine vier Stellvertreter und 16 Stadträte an.
Gemäß der Konferenz von Jalta sollte die ehemalige deutsche Reichshauptstadt in vier Sektoren geteilt und von einer gemeinsamen Alliierten Kommandantur regiert werden. Sie gehörte nicht zur Sowjetischen Besatzungszone (SBZ). Der Einzug der drei Westmächte in Berlin erfolgte ab dem 1. Juli 1945; die offizielle Übernahme des Besatzungsstatuts durch die Westalliierten in ihren Sektoren erfolgte am 4. Juli 1945.
Die Arbeit des Magistrats Werner stand unter strenger Beobachtung aller vier Besatzungsmächte, deren Interessen im begonnenen Kalten Krieg diametral auseinanderdrifteten. Infolge der Zwangsvereinigung von SPD und KPD zur SED dominierte letztere den Magistrat. In den ersten freien Wahlen in Berlin am 20. Oktober 1946 brachte die Berliner SPD, die die Zwangsvereinigung überlebt hatte, der SED eine schwere Niederlage bei. Im von der Stadtverordnetenversammlung (StVV) gewählten Magistrat Ostrowski koalierten ab Dezember 1946 SPD mit CDU und LDP.
Nach dem Rücktritt Otto Ostrowskis am 17. April 1947 wählte die StVV Ernst Reuter (SPD) am 24. Juni 1947 zu seinem Nachfolger. Weil er sein Amt wegen eines sowjetischen Vetos in der Alliierten Kommandantur nicht antreten konnte, war daraufhin bis zum 7. Dezember 1948 Louise Schroeder (SPD) im Magistrat Reuter I Oberbürgermeisterin von Berlin.
Vor dem Hintergrund der Bildung eines separaten Weststaates in den Westzonen, der Verwandlung der Parteien CDU und LDP in Blockparteien in der SBZ und ihren Spaltungen in Berlin, dem Streit um die Währungsreform in Berlin und der daraufhin beginnenden Berlin-Blockade behinderten sowjetische Besatzungsmacht und SED immer mehr die Arbeit des Magistrats im Ostsektor. Im August 1948 sah sich die StVV wegen von der SED organisierter Störungen, denen Polizei und Besatzungsmacht tatenlos zusahen, gezwungen, ihren Sitz vom Ost- in den Westsektor zu verlegen.
Die von der Alliierten Kommandantur beschlossene Wahl zur Stadtverordnetenversammlung im Dezember 1948 hatte die sowjetische Besatzungsmacht im Ostsektor nicht zugelassen. In den Westsektoren war das Ergebnis der Magistrat Reuter II. Diese erste Regierung von West-Berlin amtierte bis Januar 1951. In West-Berlin führte die Annahme der Verfassung von Berlin im August 1950 am 3. Dezember zur Wahl des Abgeordnetenhauses. Das Abgeordnetenhaus von Berlin wählte als ersten Senat von Berlin am 11. Januar 1951 den Senat Reuter.

## Der Magistrat in Ost-Berlin 1948–1990

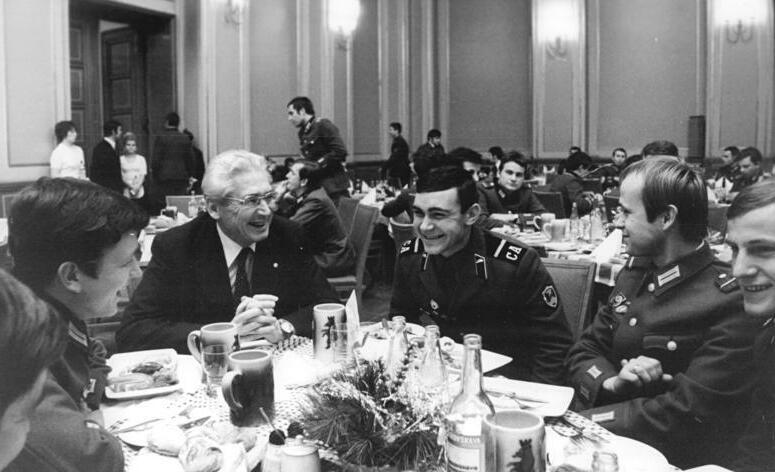
Neujahrsfest des Magistrats 1973 mit OB Herbert Fechner, Angehörigen der bewaffneten Organe und der sowjetischen Streitkräfte

Im Ostsektor hatte am 30. November 1948 eine auf Initiative der SED ohne jede Legitimation aufgebotene „außerordentliche Versammlung der Stadt- und Bezirksverordneten“ den Magistrat für abgesetzt erklärt und an seiner Stelle einen „demokratischen Magistrat“ eingesetzt. Die SMAD erkannte den neugebildeten Magistrat sofort als den einzig rechtmäßigen für ganz Berlin an.
Ab Februar 1953 existierte in Ost-Berlin eine auf dem Verordnungsweg vom demokratischen Block bestimmte „Volksvertretung Groß-Berlin“. Das Gremium wählte am 13. Februar 1953 einstimmig einen neuen Magistrat.  Eine Wahl zur Volksvertretung Groß-Berlin fand erstmals im Oktober 1954 nach einer  Einheitsliste statt, zeitgleich mit ebensolchen Volkskammer- und Bezirkstagswahlen in der DDR. Der Magistrat bestand aus dem Oberbürgermeister als Vorsitzendem, acht Stellvertretern, dem Sekretär und acht weiteren Mitgliedern. Bis 1967 stand dem Magistrat von Berlin der Oberbürgermeister Friedrich Ebert (SED) vor. Ab 1977 hieß er Magistrat von Berlin, Hauptstadt der DDR.

## „MagiSenat“ zwischen Wende und Wiedervereinigung 1990

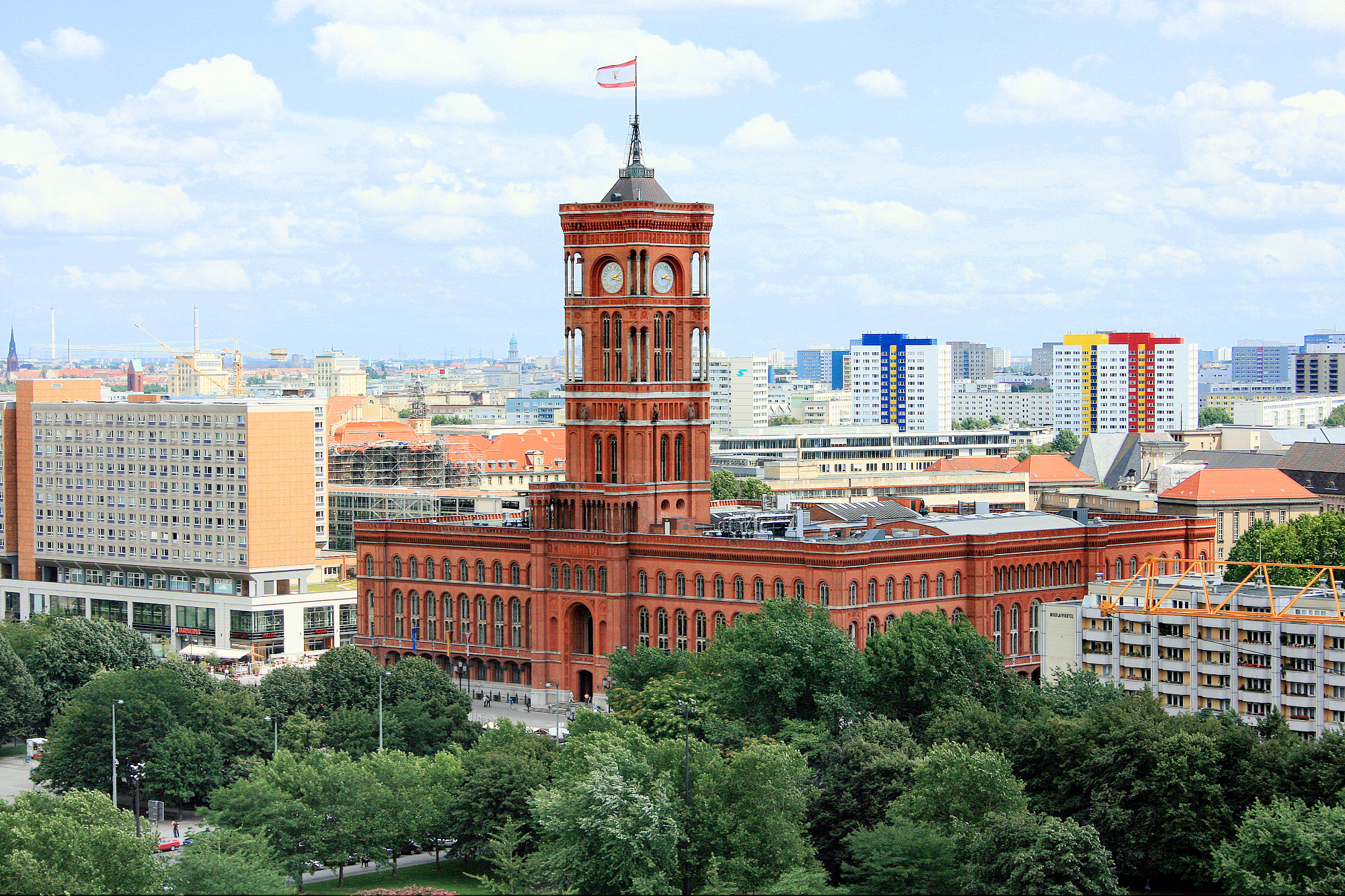
Rotes Rathaus

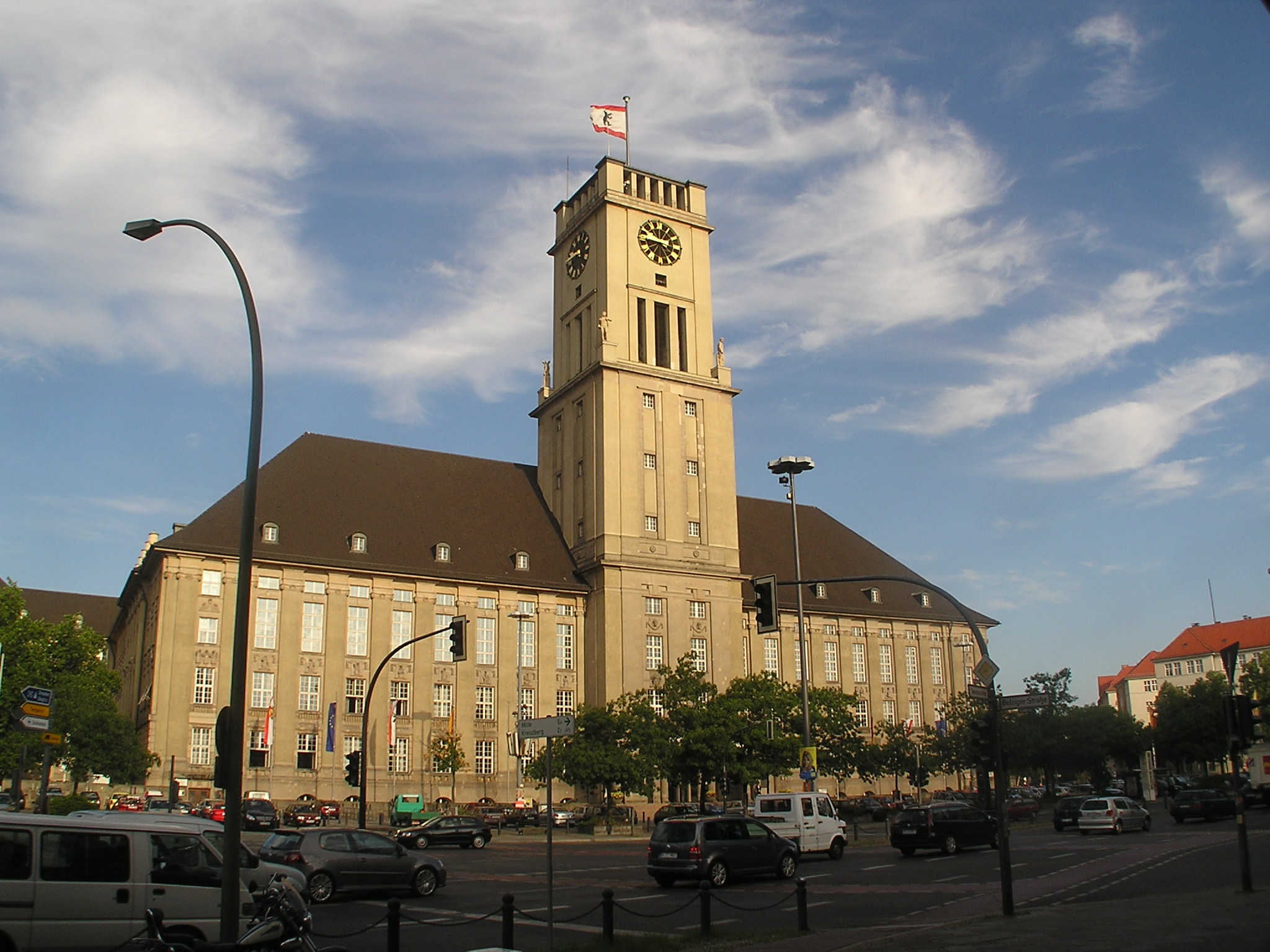
Rathaus Schöneberg

Nach der politischen Wende in der DDR, der Währungsunion sowie der bevorstehenden Wiedervereinigung Deutschlands, die auch die Wiedervereinigung Berlins bedeutete, stand die geteilte Stadt vor neuen, nun gemeinsamen Aufgaben. Am deutlichsten wurde das sofort auf dem Gebiet des Verkehrs, weil Grenzübergangsstellen (Straße und Schiene) geöffnet wurden und neue Verkehrsströme zu berücksichtigen waren. Aber auch auf allen anderen innerstädtischen Aufgabenfeldern konnten sich die Stadthälften Ost- und West-Berlin nicht mehr getrennt entwickeln.
Die politisch Verantwortlichen in beiden Teilen der Stadt erkannten diese historische Notwendigkeit und nutzten die Chancen, die sich schon in dieser Übergangszeit ergaben. Am 12. Juni 1990 fand unter Leitung von Walter Momper und Tino Schwierzina die erste gemeinsame Sitzung von Senat und Magistrat im Roten Rathaus (Sitz des Oberbürgermeisters von Ost-Berlin) statt, danach abwechselnd auch im Rathaus Schöneberg, dem Sitz des Senats und Regierenden Bürgermeisters, zuletzt nur noch dort.
Zu diesem Zeitpunkt bestand der Senat von Berlin (West) aus dem Regierenden Bürgermeister, einer Bürgermeisterin und 13 Senatoren; der Magistrat von Berlin (Ost) aus dem Oberbürgermeister und 14 Stadträten.
In diesem – im Berliner Volksmund so benannten – „MagiSenat“ standen sich Regierender und Oberbürgermeister sowie Senatoren und Stadträte gleichberechtigt gegenüber. Senats- und Magistratsvorlagen wurden vor der Beschlussfassung von dem zuständigen Senator und dem Stadtrat gemeinsam eingereicht. Die nachgeordnete Verwaltung musste vereinheitlicht und die seit 1948 unterschiedlichen Entwicklungen einander angepasst werden. So wurde im Magistrat in Anlehnung an die bereits bestehende Senatskanzlei eine Magistratskanzlei errichtet. Aufeinander abgestimmte Strukturen sollten die endgültige Vereinigung auch der Stadtverwaltung befördern. Der „MagiSenat“ Berlins musste selbst nach der deutschen Wiedervereinigung nach dem 3. Oktober 1990 als gemeinsame Landesregierung weiter amtieren, wie auch Abgeordnetenhaus (Westbezirke) und Stadtverordnetenversammlung (Ostbezirke) parallel weiter fungierten. Am 2. Dezember 1990 fanden Gesamtberliner Wahlen zu einer einheitlichen Legislative (dem Abgeordnetenhaus von Berlin) statt. In diesem Zusammenhang wurde eine einheitliche Exekutive (der Senat von Berlin) gebildet, in dem der Magistrat strukturell und personell aufging.
Seit 1991 haben der Senat und der Regierende Bürgermeister von ganz Berlin im Roten Rathaus ihren Sitz.